# Markus Juva
Markus Juva (* 4. Juni 1975 in Helsinki) ist ein finnischer Poolbillardspieler.

## Karriere
Erstmals finnischer Meister wurde Juva 1994 in der Disziplin 8-Ball. 2003 gewann er den Titel im 14/1 endlos, 2004 im 8-Ball und im 9-Ball.
Im Juli 2004 schied er bei der 9-Ball-Weltmeisterschaft als Gruppensechster in der Vorrunde aus.
Im Juni 2005 gewann Juva im Finale gegen den Malteser Tony Drago mit den Austrian Open erstmals ein Euro-Tour-Turnier.
Auf der International Pool Tour belegte Juva 2006 den 37. Platz bei den North American Open und den 65. Platz bei den World Open.
Bei der 9-Ball-WM 2006 erreichte er die Runde der letzten 64 und unterlag dort dem Philippiner Rudy Morta mit 8:10. Bei den Austria Open 2007 zog er ins Halbfinale ein, in dem er mit 7:10 gegen Tony Drago verlor.
Im Frühjahr 2008 erreichte Juva bei zwei Euro-Tour-Turnieren das Halbfinale; bei den French Open unterlag er erneut Tony Drago, bei den German Open verlor er gegen den Italiener Fabio Petroni. Bei der EM 2008 erreichte er im 8-Ball das Viertelfinale, in dem er sich dem Serben Zoran Svilar mit 3:8 geschlagen geben musste. Bei der 10-Ball-WM 2008 schied er mit nur einem Sieg in der Vorrunde aus. Ein Jahr später schaffte er es in die Runde der letzten 64. Bei der EM 2010 erreichte er im 14/1 endlos das Achtelfinale. Einen Monat später erreichte er auch bei den Italy Open das Achtelfinale. 2013 wurde er durch einen Finalsieg gegen Aki Heiskanen zum zweiten Mal finnischer Meister im 9-Ball. 2016 wurde Juva, erstmals nach 2010, für die Europameisterschaft nominiert, bei der er jedoch in keiner der vier Disziplinen die Finalrunde erreichte. Bei den anschließend stattfindenden Austrian Open 2016 gelang ihm nach sechs Jahren wieder der Einzug in die Finalrunde eines Euro-Tour-Turniers. Er schied jedoch in der Runde der letzten 32 gegen Imran Majid aus.
Juva nahm bislang fünfmal am World Cup of Pool teil und bildete dort stets mit Mika Immonen das finnische Team. Nachdem sie 2006 das Achtelfinale erreicht hatten, zogen sie 2007 ins Finale ein, in dem sie den Chinesen Li Hewen und Fu Jianbo knapp mit 10:11 unterlagen. 2008 hingegen schieden sie bereits in der ersten Runde aus, bevor sie 2009 das Achtelfinale und 2010 das Viertelfinale erreichten.
Mit der finnischen Nationalmannschaft wurde Juva 2004, 2005 und 2016 EM-Dritter.
2010 war er Teil der finnischen Mannschaft, die bei der Team-Weltmeisterschaft das Achtelfinale erreichte.

## Erfolge
| Finnischer 8-Ball-Meister:      | 1994, 2004 |
| Finnischer 14/1-endlos-Meister: | 2003       |
| Finnischer 9-Ball-Meister:      | 2004, 2013 |
| Austrian Open:                  | 2005       |